# إستريا
إستريا (بالكرواتية والسلوفينية: Istra، وبالإيطالية: Istria) هي أكبر شبه جزيرة في شمال شرقي البحر الأدرياتيكي ، تقع بين خليج تريستي وكفارنير وهي مقسمة بين كرواتيا وسلوفينيا وإيطاليا ولكنها تقع ضمن الأراضي الكرواتية، وأكبر مدنها هي بولا. من الناحية التاريخية فالجزيرة مأهولة منذ القدم حيث وجدت فيها بقايا الإنسان الحجري التي تعود إلى القرن الثاني عشر قبل الميلاد.

## المناخ
تمتاز إستريا بتنوع المناخ وأختلافه على مدار السنة:
- فوسط إستريا له مناخ قاري.
- أما الساحل الشمالي (أو السلوفيني والإيطالي) له مناخ شبه البحر الأبيض المتوسط.
- والساحل الغربي والجنوبي له مناخ البحر الأبيض المتوسط
- بينما الساحل الشرقي له مناخ شبه البحر الأبيض المتوسط مع تأثيرات شبيهه بمناخ المحيطات.

أكثر المدن دفئا وحرارة هي مدينتي بولا و روفينج بينما تعتبر مدينة بازين أكثر المدن برودة، ويعتبر معدل هطول الأمطار في إستريا متوسط حيث يبلغ 640 - 1020 ملم في المناطق الساحلية، ويصل إلى 1500 ملم في التلال والمرتفعات.

## أعلام
- ماركوس فيبسانيوس أغريبا
- هيرمان من كارينثيا
- إميل ساكس